# Osoblažský výběžek
Osoblažský výběžek este o arie protejată (arie specială de conservare — SAC, sit de importanță comunitară — SCI) din Republica Cehă întinsă pe o suprafață de 102,74 ha, integral pe uscat.

## Localizare
Centrul sitului Osoblažský výběžek este situat la coordonatele 50°18′00″N 17°41′41″E / 50.3°N 17.694722°E.

## Înființare
Situl Osoblažský výběžek a fost declarat sit de importanță comunitară în aprilie 2005 pentru a proteja 1 specie de animale. Situl a fost protejat și ca arie specială de conservare în iulie 2013.

## Biodiversitate
Situată în ecoregiunea continentală, aria protejată nu include niciun habitat protejat.
La baza desemnării sitului se află o specie protejată de  amfibieni: buhai de baltă cu burta roșie (Bombina bombina).